# Giuseppe Ricciotti
Giuseppe Ricciotti (Roma, 27 de febrero de 1890- Roma, 22 de enero de 1964) fue presbítero, biblista y arqueólogo italiano. El nombre de Ricciotti está ligado al libro la Vida de Jesucristo (1941), obra reeditada y reimpresa en numerosas ocasiones. Ricciotti es también  conocido por su Historia de Israel en dos volúmenes (1932-1934) y por sus numerosas traducciones y comentarios de los textos bíblicos. Sus trabajos sobre el texto bíblico, de carácter conservador, demuestran una sólida preparación histórica y filológica.

## Obras
- RICCIOTTI, GIUSEPPE, Historia de Israel. De los orígenes a la cautividad. Traducción de la cuarta edición italiana por Xavier Zubiri, Barcelona, Luis Miracle, editor, 1945.
- RICCIOTTI, GIUSEPPE, Vida de Jesucristo EDIBESA; Edición: 2 (2004)